# Avenue Victor Hugo
Mit einer Länge von 1.765 Metern (ihre Breite beträgt 36 Meter) ist die Avenue Victor-Hugo eine der längsten Straßen im 16. Arrondissement von Paris. Sie verläuft von der Place Charles-de-Gaulle mit dem Triumphbogen bis zur Place Tattegrain (Avenue Henri-Martin).

## Geschichte

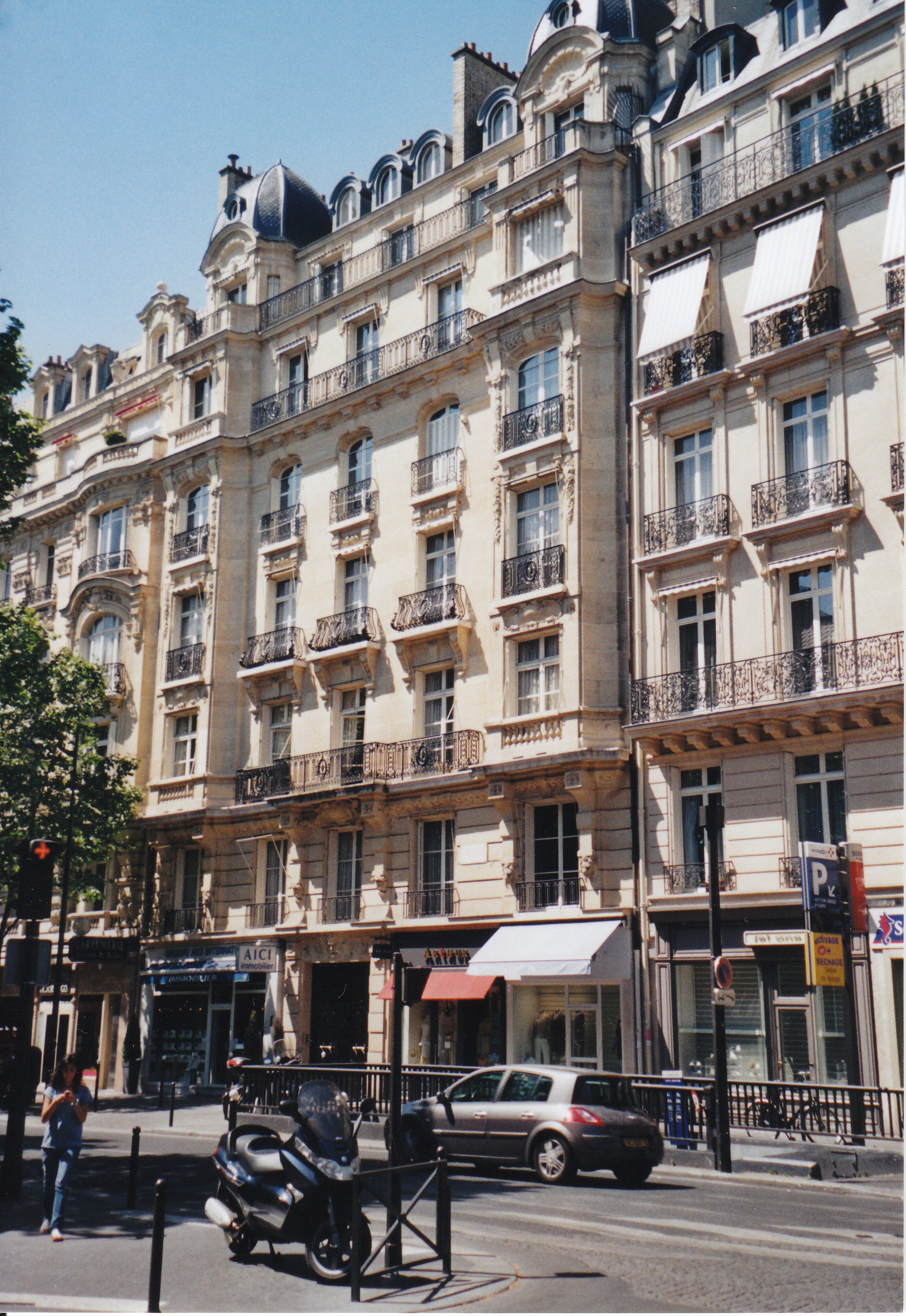
Haus Nummer 124, aufgenommen von der Rue de la Pompe. Hier verstarb der Namensgeber der Straße.

Die Straße ist benannt nach dem französischen Schriftsteller Victor Hugo (1802–1885), der selbst in dieser Straße lebte und dort auch starb. Zu jener Zeit trug sie allerdings noch den Namen Avenue d’Eylau und gedachte mit diesem Namen der im Februar 1807 geführten Schlacht bei Preußisch Eylau. Davor hieß die Straße Avenue de Saint-Cloud, weil es eine Verbindungsstraße von Paris zum etwa zehn Kilometer westlich gelegenen Nobelvorort Saint-Cloud war und ist. Ihr erster Name war Avenue Charles-X zu Ehren des letzten Herrschers von Frankreich, der den Titel „König von Frankreich und Navarra“ führte: Charles X Philippe (1757–1836).

## Place Victor-Hugo
Schon im alten Dorf Passy, das 1860 Paris zugeschlagen wurde, war dieser Platz ein zentraler Verkehrsknotenpunkt, der seinerzeit Place de Passy hieß. Heute liegt unter dem Platz die Metrostation Victor Hugo, die an der Route der Linie 2 liegt. Es ist die letzte Station vor der westlich hiervon gelegenen Endstation Porte Dauphine.

## Nennenswerte Anwohner und Gebäude
- In dem Haus Nummer 124 verbrachte Victor Hugo ab 1881 die letzten Jahre seines Lebens und er starb dort am 22. Mai 1885.
- Im Haus Nr. 3 lebte Lysius Salomon, der neun Jahre lang (1879–1888) Präsident von Haiti war.
- An der Straße steht das nach dem niederländischen Humanisten und Afrika-Forscher Olfert Dapper benannte Musée Dapper, in dem Freunde des schwarzen Kontinents voll auf ihre Kosten kommen. Das Museum, dessen Eingang sich in der benachbarten Rue Paul-Valéry befindet, bietet eine Dauerausstellung von Skulpturen, Gemälden und Fotografien aus Schwarzafrika sowie aus Ländern mit Kulturen schwarzafrikanischen Ursprungs (wie zum Beispiel Lateinamerika).
- Ebenfalls an dieser Straße steht die 1855 erbaute Kirche Saint-Honoré d’Eylau (Place Victor-Hugo Nr. 9) und die gleichnamige katholische Privatschule für Technologie (Avenue Victor-Hugo Nr. 117).
- Die Republiken Benin (Nummer 87) und Nigeria (Nummer 173) unterhalten hier ihre Botschaften.
- Im Haus mit der Nummer 26 befindet sich das Büro des Asterix-Miterfinders und Comiczeichners Albert Uderzo